# 10233 Le Creusot
A 10233 Le Creusot (ideiglenes jelöléssel 1997 XQ2) a Naprendszer kisbolygóövében található aszteroida. J.-C. Merlin fedezte fel 1997. december 5-én.